# Poljane (Dragalić)
Poljane su naselje u općini Dragalić u Brodsko-posavskoj županiji. Nalaze se 2 kilometra istočno od Dragalića. Selo je teško stradalo u Domovinskome ratu.

## Stanovništvo
Prema popisu stanovništva iz 2011. godine Poljane su imale 100 stanovnika, dok su 2001. godine imale 54 stanovnika od toga 33 Hrvata.

| broj stanovnika | 236   | 285   | 265   | 325   | 339   | 416   | 414   | 478   | 452   | 420   | 423   | 430   | 420   | 412   | 54    | 100   | 65    |
|                 | 1857. | 1869. | 1880. | 1890. | 1900. | 1910. | 1921. | 1931. | 1948. | 1953. | 1961. | 1971. | 1981. | 1991. | 2001. | 2011. | 2021. |

## Šport
U naselju je postojao nogometni klub NK Crvena Zvijezda Poljane